# Peder Swensson Printz
Peder Swensson Printz född troligen före 1620, död 1680, var en svensk auditör, mantalskommissarie och brukspatron. 

## Biografi
Om Peder Swensson Printz ursprung är inget känt. Han grundade 1668 Gysinge bruk, till en början för att tillverka gevär och granater, dock blev det snart ett renodlat järnbruk. 1677 köpte inspektorn Anders Larsson Höök bruket. Printz ekonomi havererade mot slutet av hans liv, delvis till följd av den brand som drabbade hans sätesgård Ingbo i Enåkers socken år 1671.
Printz var gift två gånger.[källa behövs] I första äktenskapet med Karin Håkansdotter föddes sonen Sven Persson Printz.[källa behövs] Hans andra hustru, Anna Rolandsdotter Bure var syster till Katarina Bure, och dotter till Roland Olai Bure. I andra äktenskapet föddes minst nio barn.[källa behövs] Sonen Roland övertog sätesgården Ingbo och gick i sin fars spår och blev mantalskommissarie, en syssla han innehade i 51 år. Genom sonen Abraham blev Peder Swensson Printz stamfader till adelsätten von Prinzencreutz och en annan son till ätten Printzsköld.